# Hora legal na Coreia do Sul
O horário na Coreia do Sul é dado pela Hora Legal da Coreia (KST; (hangul: 한국 표준시; hanja: 韓國標準時; rr: Hanguk pyojunsi) ou também conhecido por alguns como Horário de Seul (hangul: 서울시간; hanja: 서울時間) é de 9 horas UTC (UTC+09:00): por exemplo, quando é meia-noite (00:00) UTC, é 9 da manhã (09:00) Hora Legal da Coreia. Coreia do sul não utiliza o horário de verão, mas experimentou durante os Jogos Olímpicos de Seul de 1998. A Hora Legal da Coreia é o mesmo como a  Hora Legal do Japão, Hora Legal do Leste Indonésio e Horário de Yakutsk. A Coreia do Norte voltou a utilizara Hora Legal da Coreia em 2018 após adotar, durante três anos, a Hora Legal de Pyongyang que é de 30 minutos atrás.

## História
Antes do relógios modernos serem introduzidos na Coreia, a Coreia do sul mantinha a hora com a ajuda de um relógio de sol durante o horário de verão e um relógio de água durante a noite. Em 1434, o Jang Yeong-sil, um cientista e astrônomo de Joseon e outros cientistas desenvolveram o primeiro relógio de sol coreano, Angbu Ilgu (앙부일구/仰釜日晷), que foi colocado em serviço como a hora legal do reino, começando em Hanyang (Seul), no fuso UTC+08:28. Em 1442 em Chiljeongsan, um sistema de calendário astronômico que foi criado durante o reinado do Rei Sejong usando a hora local de Hanyang (Seul) superou as limitações dos caléndarios anteriores. O Império coreano aprovou a hora legal de 8,5 horas antes do UTC (UTC+08:30), em 1908. Em 1912, o Governador-Geral da Coreia mudou isto a partir do UTC+08:30 para UTC+09:00 para alinhar com a hora legal do Japão. Em 1954, o governo sul-coreano no governo do Presidente Syngman Rhee reverteu a hora legal para UTC+08:30. Em seguida, em 1961, sob o governo militar do Presidente Park Chung-hee, a hora legal foi mudada para UTC+09:00 novamente. Em 2009, a administração Presidencial de Lee Myung-bak tentou reintroduzir a data de início do horário de verão , mas não conseguiu, porque as organizações trabalhistas se opuseram, de fato ampliando o horário de trabalho. Era verdadeiro o argumento de que a Coreia, cujo meridiano, na verdade, é 127˚30′ longitude leste e não 135˚ leste longitude, adotou o horário de verão por 30 minutos durante todo o ano.
A Coreia do Norte anunciou que iria reverter a hora legal para UTC+08:30 em 15 de agosto de 2015, que coincide com o Dia da Libertação, e adotar a mesma hora legal, como em 1908.

## Fuso horário do banco de dados de IANA
O fuso horário do banco de dados de IANA contém uma zona para a Coreia do Sul no arquivo zone.tab, chamado Ásia/Seul.